# 美作町
美作町（みまさかちょう）は、岡山県の北東部に位置した町である。現在は合併により美作市となった。

## 概要
中国山地の南部に位置し丘陵と山林で占められている。町の中心地は吉井川の支流である吉野川と梶並川・滝川が合流する地点にあり、湯原温泉・奥津温泉と並ぶ美作三湯の一つ湯郷温泉がある。
合併後、市役所本庁は栄町の旧町役場に置かれていた。その後、2025年（令和7年）5月7日に中国自動車道美作インターチェンジ西側の美来地区に移転した。

## 人口
| \| 1950年（昭和25年） \| 17,845人 \| \| \| 1955年（昭和30年） \| 17,156人 \| \| \| 1960年（昭和35年） \| 16,619人 \| \| \| 1965年（昭和40年） \| 15,064人 \| \| \| 1970年（昭和45年） \| 13,952人 \| \| \| 1975年（昭和50年） \| 13,726人 \| \| \| 1980年（昭和55年） \| 14,171人 \| \| \| 1985年（昭和60年） \| 14,285人 \| \| \| 1990年（平成2年） \| 13,713人 \| \| \| 1995年（平成7年） \| 13,363人 \| \| \| 2000年（平成12年） \| 13,024人 \| \| \| 2005年（平成17年） \| 12,788人 \| \| |          |  |
| 総務省統計局 / 国勢調査（2005年） |          |  |
| 1950年（昭和25年） | 17,845人 |  |
| 1955年（昭和30年） | 17,156人 |  |
| 1960年（昭和35年） | 16,619人 |  |
| 1965年（昭和40年） | 15,064人 |  |
| 1970年（昭和45年） | 13,952人 |  |
| 1975年（昭和50年） | 13,726人 |  |
| 1980年（昭和55年） | 14,171人 |  |
| 1985年（昭和60年） | 14,285人 |  |
| 1990年（平成2年） | 13,713人 |  |
| 1995年（平成7年） | 13,363人 |  |
| 2000年（平成12年） | 13,024人 |  |
| 2005年（平成17年） | 12,788人 |  |

## 沿革
- 1953年（昭和28年）4月1日 - 英田郡林野町・豊田村・楢原村、勝田郡湯郷町・豊国村の2町3村が合併し、美作町となる。
- 1954年（昭和29年）7月1日 - 英田郡巨勢村下倉敷地区・海田地区を編入。巨勢村の残部は福本村（のちの英田町）へ編入。
- 1954年（昭和29年) 11月1日 - 英田郡粟広村田殿地区を編入。粟広村の残部は勝田郡勝田町へ編入。
- 1956年（昭和31年）2月1日 - 勝田郡公文村安蘇地区・岩見田地区を編入。公文村の残部は英田町へ編入。
- 2005年（平成17年）3月31日 - 英田郡英田町・作東町・大原町・東粟倉村、勝田郡勝田町との合併（新設合併）により美作市となる。

## 教育

### 小・中学校
- 美作町立美作第一小学校
- 美作町立美作北小学校
- 美作町立美作中学校

上記各校とも現在は美作市立。
- 美作町立巨勢小学校（2006年閉校）
- 美作町立豊田小学校（2003年閉校）

### 高等学校
- 岡山県立林野高等学校

### 学校教育以外の施設
- 岡山県立美作高等技術専門校（職業能力開発促進法に基づく職業能力開発校）

## 交通

### 鉄道
- JR西日本姫新線 ： 楢原駅 - 林野駅
  - 中心となる駅：林野駅

### 道路
- 町内を走る高速道路 ： 中国自動車道 楢原PA - 美作IC
- 町内を走る一般国道 ： 国道179号、国道374号
- 町内を走る県道
  - 岡山県道51号美作奈義線
  - 岡山県道349号吉ヶ原美作線
  - 岡山県道354号馬橋平福線
  - 岡山県道359号樫村金屋線
  - 岡山県道360号万善美作線
  - 岡山県道361号畑沖勝間田線
  - 岡山県道362号位田飯岡線
  - 岡山県道379号百々樫村線
  - 岡山県道388号馬形美作線
- 道の駅 ： 彩菜茶屋

## 名所・旧跡・観光スポット・祭事・催事
- 湯郷温泉
- 岡山県美作ラグビー・サッカー場

## 出身人物
- あさのあつこ - 児童文学作家